# وسائی
وسائی (به انگلیسی: Vasai) یک زیستگاه انسانی در هند است که در Thane district واقع شده‌است.

## خصوصیات
وسائی ۴۹٬۳۳۷ نفر جمعیت دارد و ۱۱ متر بالاتر از سطح دریا واقع شده‌است.